# Megabyas flammulatus
El bias llameante (Megabyas flammulatus) es una especie de ave en la familia Platysteiridae. Es monotipo del género Megabyas.

## Distribución y hábitat
Se lo encuentra en Angola, Benín, Camerún, República Centroafricana, República del Congo, República Democrática del Congo, Costa de Marfil, Guinea Ecuatorial, Gabón, Gambia, Ghana, Guinea, Kenia, Liberia, Malí, Nigeria, Sierra Leona, Sudán del Sur, Tanzania, Togo, Uganda, y Zambia.
Sus hábitats naturales son los bosques secos subtropicales o tropicales y los bosques bajos húmedos subtropicales o tropicales.